# Selección de rugby de Niue
La selección de rugby de Niue es el equipo nacional de la tercera división de rugby que juega en la isla de Niue. El equipo comenzó a jugar en 1983, compitiendo principalmente en la Oceania Rugby Cup, que la ganó en 2008. La selección niuana es administrada por la Niue Rugby Football Union.

## Resultados
Su primer partido fue en los Juegos del Pacífico Sur de 1983 en Suva contra los locales, Fiyi. Los niuanos lograron marcar un try contra los eventuales ganadores del torneo, pero fueron derrotados por 124 - 4. El equipo encontró el éxito en la Oceania Cup 2008, donde se alzaron con la copa, derrotando a Nueva Caledonia por 27 - 5 en la final el 30 de agosto de 2008.
El 29 de mayo de 2013, clasificó en el puesto nº 71 del World Rugby Ranking. El equipo había jugado 10 partidos internacionales hasta ese momento, cuatro frente a las Islas Cook, tres contra Tahití, mientras que crontra Fiyi, Nueva Caledonia y Vanuatu se enfrentó en una oportunidad con cada uno.

## Jugadores
Algunos de los mejores jugadores de la isla son profesionales en Nueva Zelanda. El excapitán de la selección Matt Faleuka jugó para Northland Rugby Union de aquel país, antes de pasar al club italiano Overmach Rugby Parma en 2007.

## Plantel

### Oceania Cup 2011
- Poni Kapaga
- Luka Gibbs
- Morre Tukuniu
- Brian Pulefolau
- Tomasi Ita
- Ofa Ahosivi
- Daniel Makaia
- Afargo Laufoli
- Fasoni Nemani
- Daniel Atamu
- Jeremiah Makavilitogia
- Panama Polafati
- Jaxon Samoa
- Manoa Lito
- Soloasi Ahosivi
- Makapoe Sione
- John Haletama
- Braydon Hakeagaiki
- Gregory Harding
- Adam Faitala
- Suitulaga Tupuiliu

## Palmarés
- Oceania Rugby Cup (2): 2003, 2008

## Participación en copas
| - no ha clasificado - Apia 1983: fase de grupo | - Oceania Cup 2007: 2º puesto - Oceania Cup 2008: Campeón invicto - Oceania Cup 2009: semifinalista - Oceania Cup 2011: 3º puesto - Oceania Cup 2013: no participó - Oceania Rugby Cup 2015: no participó - Oceania Rugby Cup 2017: no participó - Oceania Rugby Cup 2019: 2º puesto |